# Драммонд, Уильям, 1-й виконт Стреттелан
Уильям Драммонд оф Кромликс (Дроммонд, Друммонд; англ. William Drummond of Cromlix; 1617 — 23 марта 1688) — шотландский, британский и русский военный и государственный деятель. Генерал-поручик русской службы, генерал-лейтенант британской службы, 1-й виконт Стрэтэллан, 1-й барон Кромликс, 4-й лорд Мэддерти.

## Происхождение
Уильям Драммонд, представитель клана Драммонд, родился около 1617 года в семье Джона Драммонда, 2-го лорда Мэддерти и Маргарет Лесли, дочери Патрика Лесли, 1-го лорда Линдорс. Окончил университет Сент-Эндрюс.

## Служба на Британских Островах
В 1641—1645 годах Драммонд служил в армиях Роберта и Джорджа Монро, действовавших против вооружённых формирований ирландских католиков в Ольстере. В 1648 году Драммонд был переведён в армию Джеймса Батлера, 1-го маркиза (позже — герцога) Ормонда.
30 января 1649 года, когда был казнён король Карл I, Драммонд находился в Лондоне. На следующий день, 31 января, он бежал из города и направился в Голландию, где находился сын казнённого короля, принц Карл Стюарт. 3 сентября 1651 года, в битве под Вустером Драммонд командовал бригадой в составе роялистской армии. В ходе сражения шотландская армия потерпела сокрушительное поражение. Драммонд вместе с другими предводителями роялистов попал в плен и был заключён в Виндзорский замок, откуда вскоре бежал.
В январе 1654 года Драммонд вместе с генералом Далйеллом вернулся в Шотландию к Уильяму Каннингему 9-му графу Гленкэрну для подготовки восстания. В течение года роялисты воевали с правительственными войсками, но восстание было подавлено генералом Джорджем Монком, и Драммонд вновь бежал на континент.
4 апреля 1656 года Карл II снабдил Драммонда и его друга Далйелла рекомендательной грамотой к царю Алексею Михайловичу, прося принять генералов на службу. Драммонд выехал в Россию.

## Служба в России
Летом 1656 года генерал-майор Драммонд приехал в Россию. В это время, Россия начала войну со Швецией. На русской службе он был записан как «Вилим Дромонт» и получил чин полковника. Получив под своё командование пехотный (солдатского строя) полк, полковник Драммонд принял участие в «государевом рижском походе», по возвращении из которого был произведён в генерал-майоры русской службы.
Весной 1659 года Драммонд оказался в центре громкого скандала, который грозил генералу очень серьёзным наказанием. Драммонд узнал, что эзельский купец Карл Коль в присутствии некой Анны Юнгманс очень резко высказался в адрес генерала и шотландцев вообще. Как сообщает секретарь датского посольства Андреас Роде: «Генерал ласково пригласил к себе в дом Коля когда тот проходил мимо, затем запер двери и напал на него с целой компанией, причем полковник Джонстоп, тоже родом из Шотландии, приставил ему к голове заряженный пистолет со взведенным курком, угрожая застрелить его, если он окажет сопротивление или будет кричать о помощи. После того разрезали ему на спине его кожаный пиджак, заткнули ему рот, и затем прислуга генерала била его усердно по спине палками, пока не прибежали посторонние, главным образом торговцы…».
За такое своевольство, по словам Роде, генерал мог остаться без «правой руки и обоих ушей». Однако из-за репутации «весьма искусного в знании военных дел» специалиста, Драммонд был прощён. Мягкость реакции правительства даже удивила Роде.
В 1660 году генерал Драммонд участвовал в битве на Басе в составе армии князя Юрия Долгорукова. В начале 60-х годов полк Драммонда был расквартирован в Смоленске, в составе группировки смоленского воеводы князя Петра Долгорукова (Смоленского полка). В мае 1662 года полку Драммонда было поручено сопровождать хлебные, денежные и военные припасы в Быховскую крепость, блокированную польско-литовскими войсками. К полку Драммонда были приданы смоленские сотни под командой смоленского шляхтича ротмистра Дениса Швейковского. Всего в отряде генерала было 3 119 человек и 4 пушки. На перехват русского обоза был направлен отряд Статкевича в 6000 человек. Неподолеку от Чаус между реками Проней и Басей, Статкевич атаковал отряд Драммонда. В результате сражения при Чаусах, после упорного боя отряд Статкевича был опрокинут в результате атаки русской конницы. По отписке Драммонда потери противника составили около 1500 человек. Отступающего противника «рубили на 15 верстах» и взяли 92 пленных, 15 знамён и одну пушку. Русские потеряли около 100 человек.
За победу при Чаусах в 1663 году Драммонд был произведён в чин генерал-поручика.
В 1664 году генеральский полк Драммонда воевал в составе армии князя Якова Черкасского, которая действовала против армии короля Яна Казимира.
6 января 1665 года Драммонд получил отставку. В выданной Драммонду царской грамоте говорилось: «против недругов наших стоял и бился мужественно, и своих полковых людей, которые у него были в регименте, управлял к бою и к справе приводил, и все строил и делал верно, как годно шляхетному начальному человеку… Что он человек добрый, честной, шляхетной и тех ратных делах годный».

## На родине
Вернувшись на родину Драммонд был назначен заместителем генерала Далйелла, который возглавил королевскую армию в Шотландии. 29 сентября 1674 года Драммонд был обвинён в тайных симпатиях к мятежным ковенантерам и заключен в Дамбартонский замок, где провёл несколько месяцев. Только через два года в феврале 1676 года его восстановили во всех правах и вернули прежнюю должность.
В 1669—1671, 1678, 1681—1682 и в 1685—1686 годах Драммонд был представителем Пертшира в парламенте Шотландии. В 1685 году, после смерти Далйелла, Уильям Драммонд был произведён в чин генерал-лейтенанта и назначен командующим королевской армии в Шотландии, включён в Тайный совет и Казначейство.
Весной 1688 года генерал-лейтенант британской службы и генерал-поручик русской службы Уильям Драммонд скончался.

## Семья
Лорд Уильям Драммонд был женат на Элизабет Джонстон (ум. 1679), дочери сэра Арчибальда Джонстона оф Уорристон.
Имел двух детей:
- сын Уильям, 2-й виконт Стрэттэллан (8 августа 1670 — 7 июля 1702), который унаследовал фамильные титулы.
- дочь Елизавета (ум. 21 марта 1695), замужем за Томасом Хэйем, 7-м графом Кинноулл.

## Литературное наследие
Уильям Драммонд, 1-й виконт Стрэттэллан является автором генеалогии клана Драммондов.